# Canon EOS RP
Canon EOS RP — беззеркальный фотоаппарат с полнокадровой КМОП-матрицей, официально анонсированный компанией Canon 13 февраля 2019 года. Продажи начались в марте 2019 года. Камера поддерживает стандарты Canon EOS, разработанные для зеркальных фотоаппаратов, и оснащена новейшим 12-контактным байонетом Canon RF с укороченным рабочим отрезком. Такой же байонет используется и в старшей модели серии Canon EOS R. Камера рассчитана на тех пользователей, кто впервые хочет начать снимать на полнокадровый фотоаппарат. И желает обновить свою камеру уровня Canon EOS 800D, Canon EOS 80D, Canon EOS M5.

## Характеристики
В камере система гибридного автофокуса работает при низкой освещённости, вплоть до -5 eV. Фотоаппарат собран в корпусе из композиционного материала с пластиком, не защищает полностью от пыли и влаги. И обладает следующими особенностями:
- Полнокадровая матрица с разрешением 26,2 мегапикселя, такая же как в Canon EOS 6D Mark II;
- Процессор DIGIC 8;
- Для работы с объективами стандартов Canon EF и Canon EF-S выпущены три разных адаптера: обычный EF—EOS R, с управляющим кольцом и с оправой для вставных светофильтров. Объективы стандарта Canon EF-M не поддерживаются из-за более короткого рабочего отрезка[6];
- Электронный видоискатель c увеличением 0,71× и вынесенным выходным зрачком окуляра;
- Поворотный тачскрин типа TFT с автоматической и ручной подстройкой яркости;
- Запись видео стандарта 4K с частотой 25 кадров в секунду, или стандарта 1080p и 720p с частотой до 60 кадров в секунду;
- Встроенные модули Bluetooth и Wi-Fi;
- Дистанционное управление со смартфона с помощью мобильного приложения Canon Camera Connect[7].
- Поддержка режима E-TTL II всех вспышек серии Canon Speedlite, выпущенных для зеркальных камер;

Отработка экспозиции может происходить как с помощью фокального затвора с выдержкой синхронизации 1/180 секунды, так и без него регулировкой времени считывания матрицы. Последний режим обеспечивает совершенно бесшумную работу камеры, но доступен только при покадровой съёмке. Разработчики отказались от оснащения камеры внутренней системой стабилизации изображения смещением матрицы из соображений удешевления и сохранения эффективного теплоотвода фотосенсора. В следующих моделях такая система может появиться.

## Отличия
| Характеристика                    | EOS 6D Mark II                                  | EOS RP                                          | EOS R                                         |
| --------------------------------- | ----------------------------------------------- | ----------------------------------------------- | --------------------------------------------- |
| Размер фотосенсора                | 36 × 24 мм                                      | 36 × 24 мм                                      | 36 × 24 мм                                    |
| Разрешение фотосенсора            | 26,2 Мп                                         | 26,2 Мп                                         | 30,3 Мп                                       |
| Процессор                         | Digic 7                                         | Digic 8                                         | Digic 8                                       |
| Диапазон чувствительности ISO     | 100-40000 (100-102 400)                         | 100-40000 (100-102 400)                         | 100-40000 (100-102 400)                       |
| Скорость съёмки, кадров в секунду | 6,5                                             | 5 (4)                                           | 8 (5)                                         |
| Тип автофокуса                    | фазовый; в режиме Live view: Dual Pixel CMOS AF | Dual Pixel CMOS AF                              | Dual Pixel CMOS AF                            |
| диагональ LCD-дисплея             | 76 мм                                           | 76 мм                                           | 80 мм                                         |
| Площадь покрытия видоискателя     | 98 %                                            | 100 %                                           | 100 %                                         |
| Батарея                           | LP-E6, LP-E6N                                   | LP-E17                                          | LP-E6, LP-E6N, LP-E6NH                        |
| Съёмка видео                      | 1920x1080, 60p                                  | 3840x2160, 25p (без автофокуса в данном режиме) | 3840x2160, 30p фазовый автофокус +трекинг лиц |
| Карты памяти                      | SDXC UHS-I                                      | SDXC UHS-II                                     | SDXC UHS-II                                   |

## Съёмка видео
Камера снимает видео с максимальным разрешением 4К. Доступна внутрикамерная стабилизация видео.
- 3840×2160 с частотой 25; 23,976 к/с в кроп-режиме с коэффициентом 1,7× без поддержки Dual Pixel AF. Таймлапс 3840 × 2160 с частотой 29,97; 25 к/с
- 1920×1080 с частотой 59,94; 50; 29,97; 25 к/с
- 1280×720 с частотой 59,94; 50; 29,97; 25 к/с

При использовании объективов Canon EF-S в кроп-режиме доступна съёмка с разрешением 3840×2160 и 1280×720.

## Критика
Блогеры положительно восприняли расширение серии камер Canon EOS R. Остались довольны набором функций для фотосъёмки. И негативно отозвались о видеофункциях, несмотря на низкую цену камеры.

### Преимущества
- Низкая цена по сравнению с другими полнокадровыми камерами
- Разрешение матрицы 26,2 Мп
- Быстрая и точная система автофокусировки Dual Pixel AF
- Рабочий диапазон автофокусировки до – 5 EV (Центральная точка, при использовании с объективами с диафрагмой ƒ/1,2, покадровый режим)
- Функция фокусировки по глазам
- Серийная съёмка со скоростью до 5 кадров в секунду. И до 4 кадров в секунду с сохранением работы автофокуса
- Возможность наклона и поворота сенсорного экрана
- Функция Focus Bracketing, позволяющая сделать фото с большой ГРИП
- Встроенные Bluetooth и Wi-Fi
- Процессор DIGIC 8
- ISO 40000
- Съёмка видео в 4К
- Совместимость с объективами Canon EF и Canon EF-S через адаптер
- Наличие поддержки быстрых карт стандарта SD UHS-II
- Вход для внешнего микрофона (mini-jack 3,5мм стерео)
- Выход для наушников
- Зарядка камеры через USB Type-C
- Встроенный цифровой видоискатель
- Удобное меню настроек и управления
- Режим обучения
- Хорошая эргономика
- Вес 485 г

### Недостатки
- Отсутствие работы системы автофокуса Dual Pixel AF при съёмке видео в 4К
- Минимальная выдержка 1/4000 с
- КМОП-матрица с построчным переносом, из-за чего в видео с динамичными сценами проявляется эффект роллинг-шаттера
- Передача данных через встроенный разъём USB Type-C со скоростью USB 2.0
- Электронный затвор только в авторежиме, без возможности изменения диафрагмы или выдержки
- Слабый аккумулятор LP-E17
- Отсутствует встроенный GPS (но может использоваться GPS смартфона по Bluetooth)

## Конкуренты
- FUJIFILM X-T3 — $1399
- Panasonic Lumix DC-G9 — $1298
- Sigma sd Quattro H — $1099
- Sony a6500 — $1098
- Olympus OM-D E-M1 Mark II — $1699
- Nikon Z 6 — $1997

## Цена
Стоимость Canon EOS RP на старте продаж в США составляет 1299 долларов без объектива. И 2199 долларов за версию с объективом Canon RF 24-105mm f/4L IS USM

## Комплектация
- Камера Canon EOS RP body
- Крышка корпуса камеры R-F-5
- Нашейный ремень
- Аккумулятор LP-E17
- Зарядное устройство LC-E17
- Сетевой кабель
- Адаптер крепления EF-EOS R (если поставляются в комплекте)
- Пылезащитная крышка объектива RF
- Крышка корпуса камеры R-F-3
- Комплект руководства пользователя
- Объектив с блендой и чехлом (если поставляются в комплекте)[10]

## Совместимость
Canon EOS RP совместим с аксессуарами семейства EOS, включая вспышки Speedlite 600EX-II-RT, беспроводные пульты дистанционного управления с контактом типа E3 и GPS-приёмник GP-E2.
Поддерживается адаптер крепления EF-EOS R, адаптер крепления EF-EOS R с кольцом управления, адаптер крепления EF-EOS R со вставным фильтром с круговой поляризацией A, адаптер крепления EF-EOS R со вставным нейтральным фильтром с переменным значением A". Благодаря данным адаптерам возможна работа с объективами Canon EF, EF-S, TS-E и MP-E.

### Magic Lantern
Прошивка Magic Lantern недоступна для Canon EOS RP, как и для всех других моделей камер Canon с процессорами DIGIC поколений 6 и старше.

## Галерея

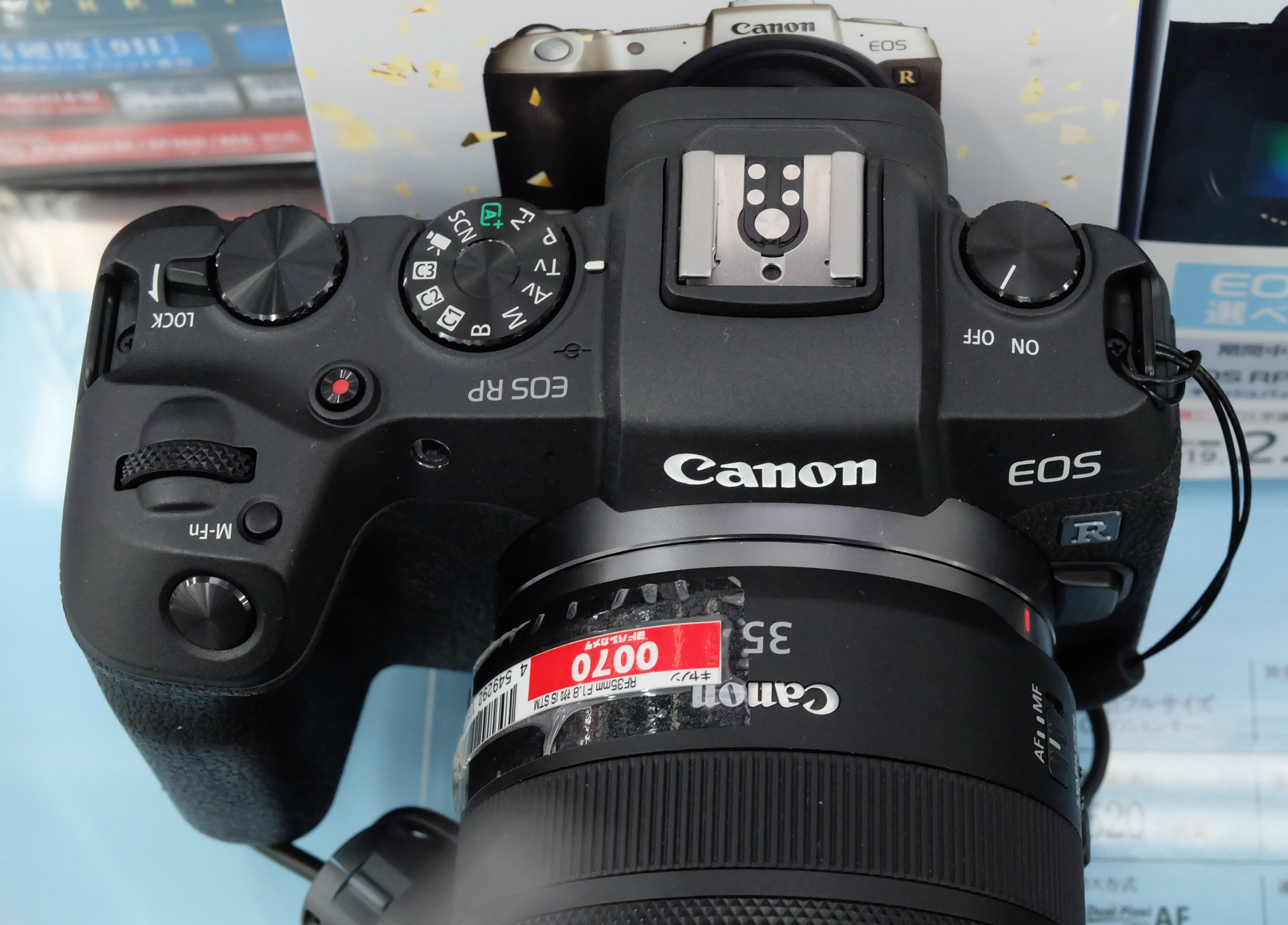
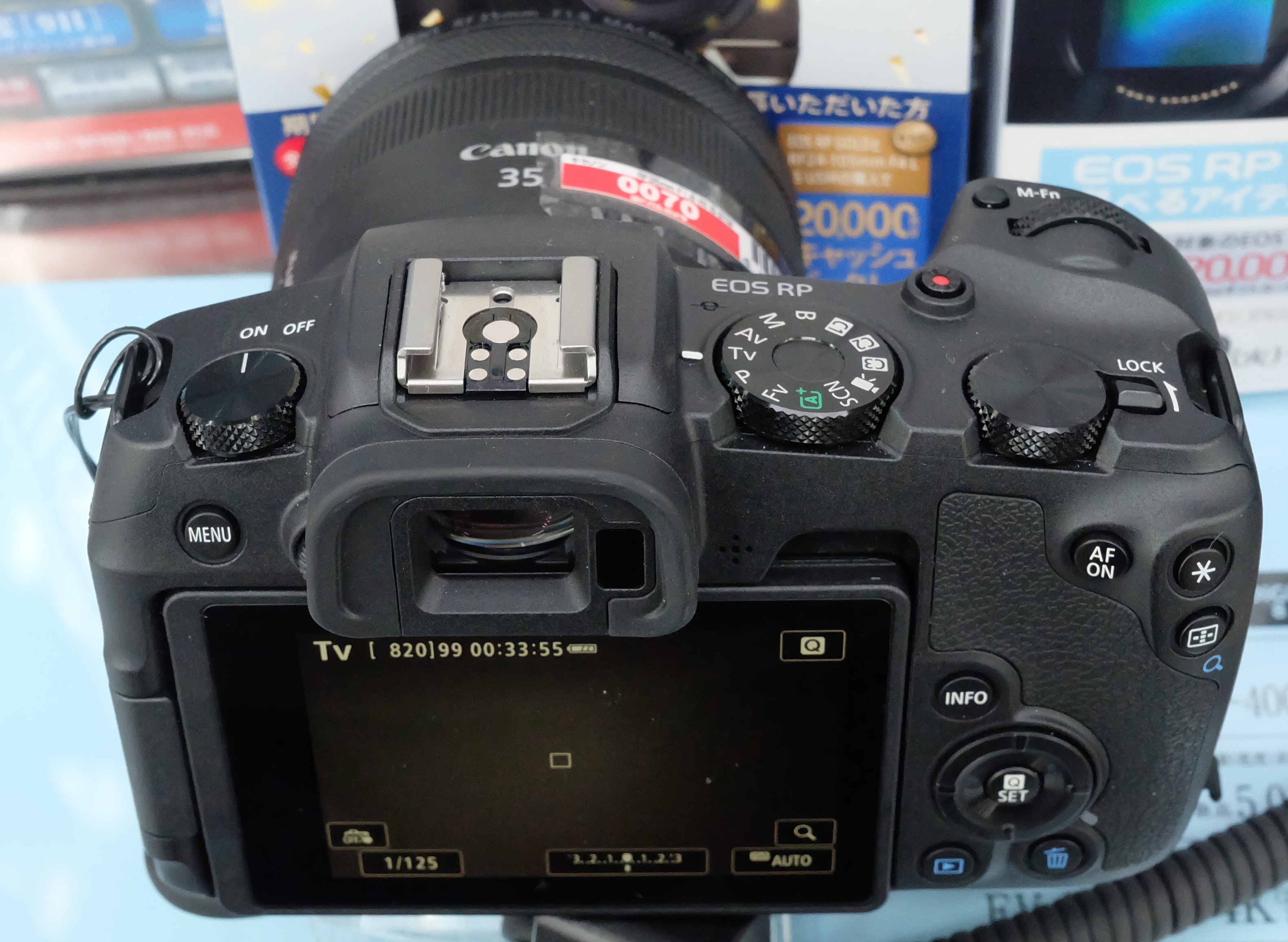
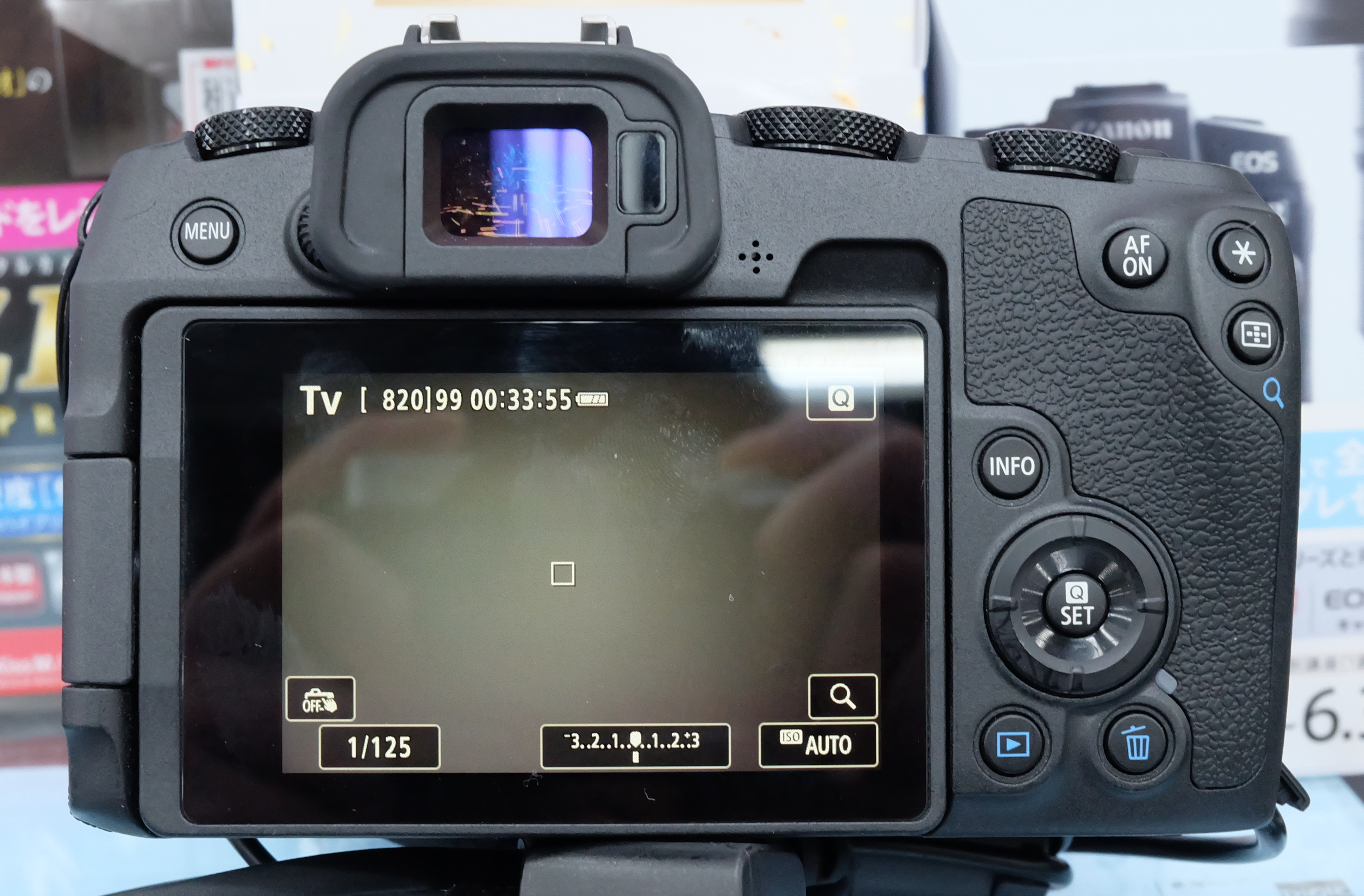
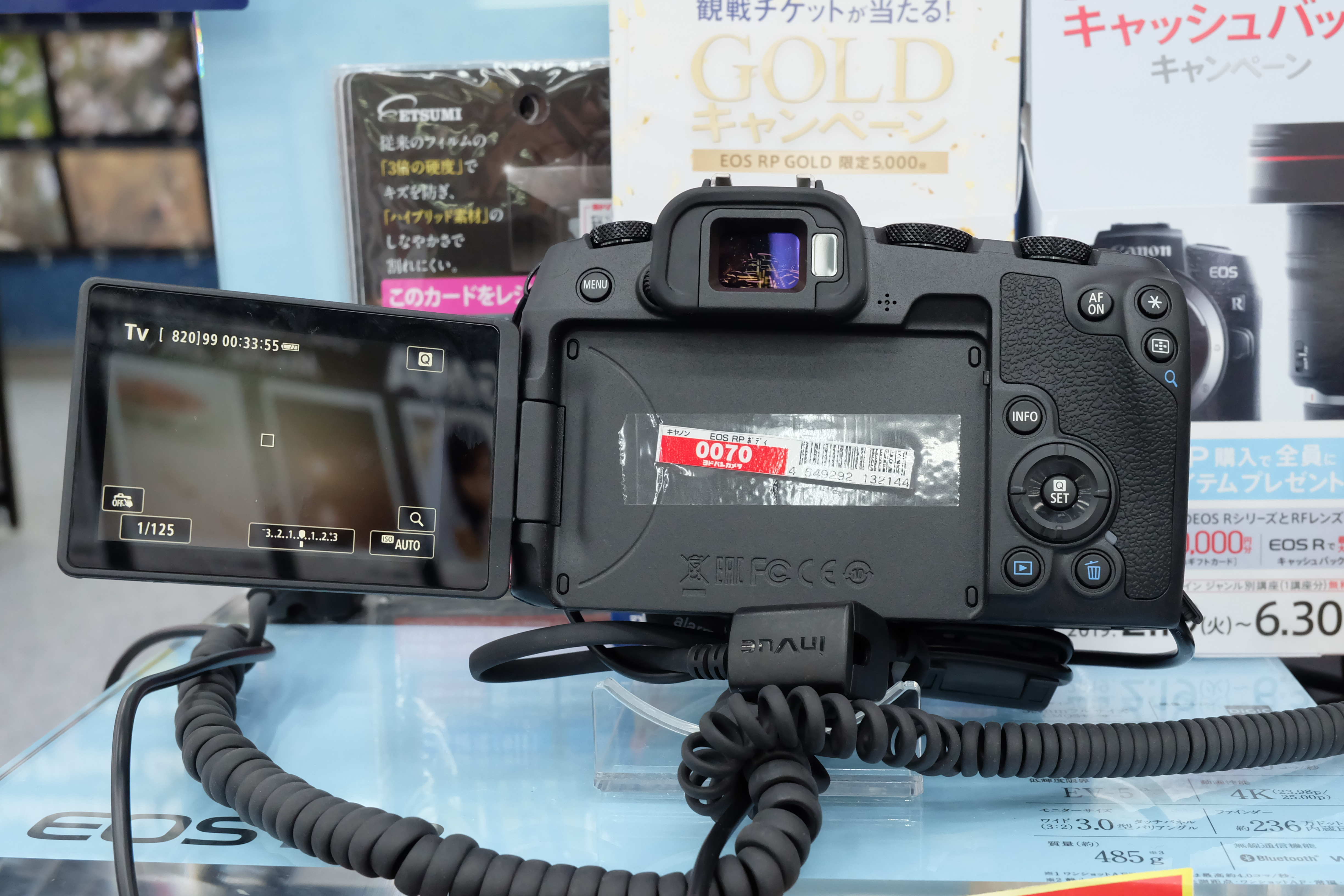